# Елена Аделаида Зондербург-Глюксбургская
Елена Аделаида Шлезвиг-Гольштейн-Зонденбург-Глюксбургская (нем. Helena Adelaide Victoria Marie von Schleswig-Holstein-Sonderburg-Glücksburg; 1 июня 1888 — 30 июня 1962) — третья дочь Фридриха Фердинанда, титулярного герцога Шлезвиг-Гольштейнского (c 1931) и его жены принцессы Каролины Матильды Шлезвиг-Гольштейн-Зондербург-Августенбургской. Она стала принцессой Дании после брака с датским принцем Харальдом.

## Брак и дети
Елена Аделаида вышла замуж за принца Харальда Датского, четвёртого ребёнка и третьего сына короля Дании Фредерика VIII и его супруги принцессы Ловисы Шведской 28 апреля 1909 года. У Елены Аделаиды и Харальда было пятеро детей:
- Феодора Луиза Каролина Матильда Виктория Александра Фредерика Йоханна (1910—1975) — вышла замуж за своего двоюродного брата принца Кристиана Шаумбург-Липпского, сына принца Фридриха Шаумбург-Липпского и Луизы Датской; имели четверых детей.
- Каролина Матильда Луиза Дагмара Кристина Мод Августа Ингеборга Тира Адельхайда  (1912—1995) — вышла замуж за своего двоюродного брата принца Кнуда Датского, второго сына короля Дании Кристиана X и Александрины Мекленбург-Шверинской; имели двух сыновей и дочь.
- Александрина Луиза Каролина Матильда Дагмара (1914—1962) — вышла замуж за графа Луитпольда Кастель-Кастель[англ.], сына графа Отто Фридриха Кастель-Кастель и принцессы Амелии Лёвенштейн-Верхайм-Фреуденбергской; имели двух дочерей и сына.
- Горм Кристиан Фредерик Ганс Харальд[англ.] (1919—1991) — женат не был, потомков не оставил.
- Олуф Кристиан Карл Аксель (1923—1990) — заключил морганатический брак с Энни Элен Доррит Мюллер и получил титул графа Розенборг; имели сына и дочь.

Принцесса Елена стала очень непопулярной во время Второй мировой войны из-за её личных симпатий к немецкой оккупации и нацистской партии. Датчане заявили, что принцесса Елена была единственным членом датской королевской семьи, которая предала свою страну. Она устроила в своём доме развлечения для немцев. После войны, принцесса Елена была выслана из Дании 30 мая 1945 года и помещена под домашний арест в замке Глюксбург, в Германии. Ей было разрешено вернуться в Данию в связи со смертью её супруга в 1949 году.

## Титулы
- 1 июля 1888 — 28 апреля 1909: Её Светлость Принцесса Елена Аделаида Шлезвиг-Гольштейн-Зондербург-Глюксбургская
- 28 апреля 1909 — 30 июля 1962: Её Королевское Высочество Принцесса Елена Аделаида Датская